# Harry Lee
Pour les articles homonymes, voir Harry Lee (homonymie).
Harold G.N. Lee, né le 15 juin 1907 à Teddington et mort le 14 avril 1998 à Frome, est un joueur de tennis britannique.
Il a remporté la Coupe Davis en 1933 contre la France et en 1934 contre les États-Unis. Il jouait alors les matchs de double avec Pat Hughes.
Il a atteint les quarts de finale de Roland-Garros en 1932 (victoire sur René Lacoste) et les demi-finales en 1933 (il bat Daniel Prenn puis Marcel Bernard). À Wimbledon, il n'a jamais fait mieux qu'un huitième de finale (1931, 1933, 1934, 1936).